# ヴィシェグラード (ボスニア・ヘルツェゴビナ)
ヴィシェグラード（セルビア語: Вишегрaд,ボスニア語: Višegrad,クロアチア語: Višegrad）はボスニア・ヘルツェゴビナの町及び基礎自治体で、同国を構成する構成体のうちスルプスカ共和国に属する。

## 地勢
ヴィシェグラードはドリナ川の右岸に位置し、周囲は森や山地に囲まれている。ドリナ川の20km上流にはヴィシャグラード・イェゼロダム（Višegradsko Jezero）がある。ドリナ川の狭い峡谷と豊富な谷間に開けた町で、肥沃な土地が広がっている。周辺は1,000m級の山岳地が広がる。地理的な特徴から、戦略的にも経済的にも重要なためサラエヴォとイスタンブールを直接結ぶルート上にあるヴィシェグラードにはオスマン帝国によりソコルル・メフメト・パシャ橋が架けられている。

## 歴史
ヴィシェグラードはノーベル文学賞受賞の作家イヴォ・アンドリッチの代表作である小説『ドリナの橋』で広く知られている。同作品によってよく知られているソコルル・メフメト・パシャ橋は1571年にオスマン帝国の大宰相ソコルル・メフメト・パシャの命によってミマール・スィナンの設計によって着手され1577年に完成した。2007年にユネスコの世界遺産に登録され、多くの観光客が訪れている。

### ボスニア・ヘルツェゴビナ紛争
ヴィシェグラードはドリナ川に沿っており、セルビア（当時のユーゴスラビア）との国境にも近い。紛争以前の1991年の国勢調査による人口はヴィシェグラード基礎自治体全体では21,199人でボシュニャク人が62.8%、セルビア人が32.8%、その他の民族が4.4%を占めていた。
紛争時ヴィシェグラードは、近くには電力を供給したり洪水を防ぎドリナ川の水位を調整するダムがある他、ベオグラードとウジツェ、ゴラジュデ、サラエヴォを結ぶ幹線道路が経由するため戦略的に重要な地点であった。ユーゴスラビア人民軍のウジツェ軍団にとってはウザマニツァ強制収容所（Uzamnica）と関連し不可欠なため、紛争に関与するために他の戦略的な場所同様重要であった。
1992年4月6日、ユーゴスラビア人民軍は町に対して砲撃を開始し、とくにボシュニャク人の住む地区や周辺のボシュニャク人の村々に攻撃を行っている。あるボシュニャク人男性グループは地元のセルビア人に人質に取られ、ダムの制御を押さえられダムを開放するよう脅された。ある男性はダムを放水し、結果洪水によっていくつかの家や通りは被害を受けている。
1992年4月12日にユーゴスラビア人民軍の部隊はダムの管理権を押さえている。翌日、ユーゴスラビア人民軍のウジツェ軍団はヴィシェグラードを管理下に置き、戦車や重火器を町の周囲に配備した。危機の間逃れていた住民たちは町に戻り、気候も4月後半から5月の最初の2週間は安定していた。
1992年5月19日にウジツェ軍団は正式にヴィシェグラードからは撤退し後は、セルビア人指導者によるセルビア人の自治体であるヴィシェグラードが設立されすべての行政はセルビア人の手に握られた。直後には、セルビア人による警察や準軍事組織によってボシュニャク人を町から永久的に追放することを目指した悪名高い民族浄化が始まった。当時、ヴィシェグラードの人口の過半数を占めていたボシュニャク人の多くが殺害された。ドリナ川には周辺の町やソコルル・メフメト・パシャ橋、その他町の様々な場所で虐殺されたボシュニャク人の男性や女性、子供を含め多くの遺体がぞんざいに捨てられた。またセルビア人軍事組織は、ボシュニャク人の住居や村に対して系統的な強姦や略奪、破壊に関与しモスクは完全に破壊された。
ウザマニツァ強制収容所に収容された、ボシュニャク人に対しても強制労働や虐待、性的暴行など非人道的な行為が行われていた。ヴィシェグラードの虐殺では600人の女性、119人の子供を含む3,000人以上が殺されている。
ボスニア・ヘルツェゴビナ紛争終結後、ボスニア・ヘルツェゴビナは二つの構成体に分割されヴィシェグラードはスルプスカ共和国に属する自治体となった。紛争以前は町の人口の60%を占めたボシュニャク人は今日では帰還した少数のみで、セルビア人が多数を占める町となっている。

## 交通
ヴィシェグラードは欧州自動車道路761号線（M5号線）のウジツェとサラエヴォの間に位置し、セルビアとの国境から20km西側に位置している。オーストリア・ハンガリー帝国支配時から1970年代までベオグラードとサラエヴォを結ぶ狭軌（ボスニアンゲージ）の鉄道であるボスニア東部鉄道が敷かれていた。ヴィシェグラードから、セルビア国境までの区間は魅力的な区間であり、観光用として国際基金からの支援によって再建される。現在、狭軌用でない蒸気機関車がヴィシェグラード文化センター前に展示されている。

## スポーツ
サッカークラブFKドリナHEヴィシェグラードが本拠地にしている。

## 人口動態
| ヴィシェグラード自治体の民族構成 |            |        |                |        |              |       |                  |       |        |       |        |  |  |
| 年                               | セルビア人 | %      | ボシュニャク人 | %      | クロアチア人 | %     | ユーゴスラビア人 | %     | その他 | %     | 合計   |  |  |
| 1961                             | 9,965      | 40.24% | 13,689         | 55.28% | 89           | 0.36% | 824              | 3.33% | 122    | 0.49% | 24,762 |  |  |
| 1971                             | 9,225      | 36.33% | 15,752         | 62.04% | 68           | 0.26% | 141              | 0.55% | 203    | 0.82% | 26,738 |  |  |
| 1981                             | 7,648      | 32.96% | 14,397         | 62.05% | 60           | 0.26% | 858              | 3.70% | 113    | 0.49% | 23,201 |  |  |
| 1991                             | 6,743      | 31.80% | 13,471         | 63.54% | 32           | 0.15% | 319              | 1.50% | 634    | 2.99% | 21,199 |  |  |
|                                  |            |        |                |        |              |       |                  |       |        |       |        |  |  |